# Neohipparchus vallata
Neohipparchus vallata là một loài bướm đêm trong họ Geometridae.